# 维尔维赛姆
维尔维赛姆（法語：Wilwisheim，法語發音：[vilvisaim] ⓘ）是法国下莱茵省的一个市镇，属于斯特拉斯堡区。

## 地理
维尔维赛姆（48°44'54"N, 7°30'27"E）面积5.3 平方千米，位于法国大東部大區下莱茵省，该省份为法国大陆部分最东部的省份，是阿尔萨斯的一部分，今与上莱茵省组成了阿尔萨斯欧洲集体，其南至上莱茵省，西南接孚日省和默尔特-摩泽尔省，西接摩泽尔省，北与德国接壤。
与维尔维赛姆接壤的市镇（或旧市镇、城区）包括：梅尔赛姆、代特维莱尔、戈特赛姆、英格奈姆、吕普斯坦。
维尔维赛姆的时区为UTC+01:00、UTC+02:00（夏令时）。

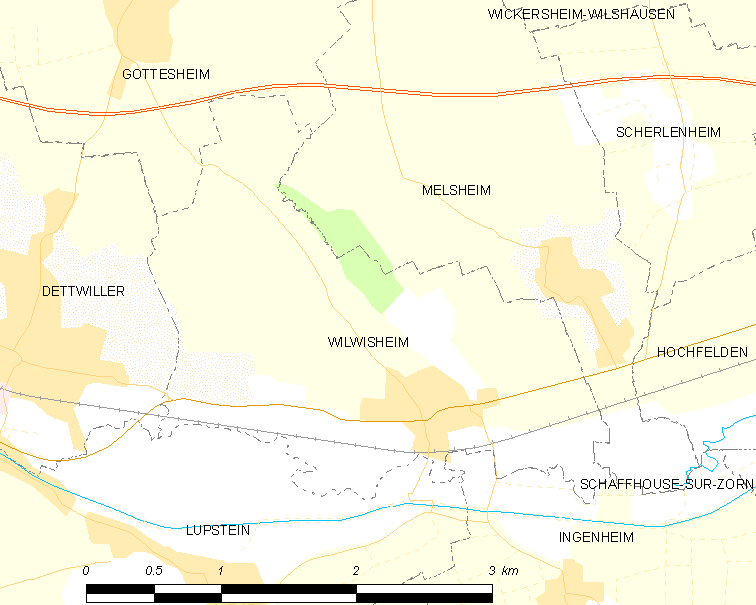
维尔维赛姆的OSM定位图

## 行政
维尔维赛姆的邮政编码为67270，INSEE市镇编码为67534。

## 政治
维尔维赛姆所属的省级选区为布克斯维莱尔县。

## 人口

1962-2008年间维尔维赛姆人口变化图示

维尔维赛姆于2022年1月1日时的人口数量为768人。